# Эмерсон, Рой
Рой Э́мерсон (англ. Roy Emerson; род. 3 ноября 1936 в Блэкбатте, Квинсленд) — австралийский теннисист, ведущий теннисист-любитель мира накануне Открытой эры.
- Двенадцатикратный победитель турниров Большого шлема в одиночном разряде, обладатель карьерного Большого шлема (завоевал титулы на всех четырёх турнирах, но не в один календарный год).
- Шестнадцатикратный победитель турниров Большого шлема в мужском парном разряде, обладатель карьерного Большого шлема в мужском парном разряде.
- Мировой рекордсмен среди мужчин по суммарному количеству титулов в турнирах Большого шлема, единственный теннисист-мужчина, завоевавший карьерный Большой шлем как в одиночном, так и в парном разряде.
- Восьмикратный обладатель Кубка Дэвиса в составе сборной Австралии.
- Член Международного зала теннисной славы с 1982 года и Зала спортивной славы Австралии с 1986 года.

## Биография
Рой Эмерсон, по прозвищу «Эммо», родился в маленьком квинслендском городке Блэкбатт, но уже в детстве перебрался с семьёй в Брисбен, где условия для занятий спортом были лучше. В школе он был лучшим спринтером, и позднее отличные скоростные качества и подвижность сослужили ему хорошую службу на корте.
Сын Роя, Энтони Эмерсон, также занимался теннисом, выступал за сборную Университета Южной Каролины и был включён в символическую любительскую сборную США. Позже Энтони выступал как профессионал. В 1978 году Рой и Энтони выиграли чемпионат США на твёрдых кортах среди отцов и сыновей.

## Спортивная карьера
В начале карьеры Рой Эмерсон оставался в тени своих талантливых соотечественников Лью Хоуда и Кена Розуолла, которые были на два года старше, но когда они перешли в профессионалы, Эмерсон выдвинулся в число лидеров любительского тенниса.
Свои первые два финала на турнирах Большого шлема, в миксте в 1956 году и в мужских парах в 1958 году, Эмерсон проиграл. 1959 год принёс ему первые два титула в мужском парном разряде — на Уимблдоне и чемпионате США — и выигрыш Кубка Дэвиса со сборной Австралии. В рамках Кубка Дэвиса он провёл в этот год 13 игр в одиночном и парном разряде и выиграл 12 из них.
В 1960 году Эмерсон четырежды играл в финалах турниров Большого шлема в мужском и смешанном парных разрядах и добавил к коллекции своих наград ещё два титула в мужских парах. Он также завоевал свой второй Кубок Дэвиса. На следующий год на чемпионате Австралии он впервые вышел в финал турнира Большого шлема в одиночном разряде и выиграл его у своего соотечественника Рода Лейвера. Ещё раз он победил Лейвера в финале чемпионата США. На следующий год Лейвер в один из своих звёздных сезонов завоевал Большой шлем, причём в трёх из четырёх финалов ему противостоял Эмерсон. За эти два года Рой выиграл ещё четыре турнира Большого шлема в мужских парах (в тои числе один с Лейвером) и два Кубка Дэвиса.
По окончании победного сезона Лейвер перешёл в профессионалы. В его отсутствие за следующие три года Эмерсон выиграл семь турниров Большого шлема в одиночном разряде и четыре в парном (в том числе трижды, с тремя разными партнёрами, чемпионат Франции) и был дважды (в 1964 и 1965 году) признан по итогам сезона лучшим теннисистом-любителем в мире. Особенно удачным для него оказался 1964 год. За сезон он выиграл в одиночном разряде 17 турниров, в том числе три турнира Большого шлема (за исключением чемпионата Франции, где он проиграл Николе Пьетранджели в четвертьфинале), выйдя победителем в 109 из 115 сыгранных матчей (включая 55 побед подряд за лето и осень). Проиграв с молодым Джоном Ньюкомбом финал Кубка Дэвиса 1963 года американцам, Эмерсон в 1964 году выиграл все десять своих игр в одиночном разряде и два из трёх в парах и принёс австралийцам победное очко при счёте 2:2 в финале в США, победив Чака Мак-Кинли в четырёх сетах. После этого он с командой Австралии выигрывал Кубок Дэвиса ещё три раза подряд, в общей сложности за время выступлений за сборную победив в 21 из 23 игр в одиночном и в 13 из 15 игр в парном разряде и завоевав Кубок Дэвиса рекордные восемь раз. Он также дважды помог австралийцам выиграть Кубок мира — командный матч против сборной США.
Выиграв 12 турниров Большого шлема в одиночном разряде до начала Открытой эры, Эмерсон перед самым её началом перешёл в профессионалы. Однако оказалось, что он не смог противостоять теннисистам, которые играли в этом качестве уже давно. Так, на первом Открытом чемпионате Франции, в 1968 году, Эмерсон, прошлогодний победитель любительского чемпионата Франции, уже в четвертьфинале проиграл профессионалу-ветерану Панчо Гонсалесу. Четвертьфинал становился для него последним ещё на нескольких турнирах Открытой эры в одиночном разряде. Но в парах он продолжал выступать достаточно успешно и после 1967 года, пять раз пробившись в финал и дважды выиграв (оба раза в паре с Лейвером).
Рой Эмерсон продолжал выступать в ранге профессионала до 1978 года, когда он в качестве игрока и тренера команды «Boston Lobsters» довёл её до полуфинала плей-офф профессиональной командной лиги World Team Tennis. За время выступлений в качестве профессионала он заработал 400 тысяч долларов, выиграв три турнира в одиночном разряде и тридцать в парном. Всего в любительских и профессиональных турнирах в одиночном разряде он побеждал 106 раз.
Эмерсон выиграл за карьеру 28 турниров Большого шлема в одиночном и мужском парном разряде — рекордное число титулов среди мужчин. Его 12 побед в одиночном разряде оставались рекордом 33 года, прежде чем Пит Сампрас завоевал свой 13-й титул в 2000 году. Его заслуги были признаны: его имя было включено в списки Международного зала теннисной славы в 1982 году и Зала спортивной славы Австралии в 1986 году.

## Стиль игры
Основой игрового стиля Эмерсона был выход к сетке после подачи (англ. serve-and-volley), более эффективный на быстрых кортах, но он успешно приспосабливался и к условиям медленных грунтовых кортов. Это подтверждают его две победы на чемпионате Франции и победа в финале Кубка Дэвиса 1964 года над сборной США на грунтовых кортах Кливленда.
Эмерсон был выдающимся партнёром в парном разряде, командным игроком, контролировавшим правую сторону корта. В результате свои 16 титулов в парном разряде он завоевал с пятью разными партнёрами. Его упорные тренировки позволяли ему выдерживать марафонские матчи и турниры. Его поведение воплощало австралийский кодекс чести спортсмена, гласивший, что нельзя жаловаться на травмы, пока можешь играть.

## Участие в финалах турниров Большого шлема

### Одиночный разряд (15)

#### Победы (12)
| Год  | Турнир                  | Покрытие | Соперник в финале | Счёт в финале           |
| ---- | ----------------------- | -------- | ----------------- | ----------------------- |
| 1961 | Чемпионат Австралии     | Трава    | Род Лейвер        | 1–6, 6–3, 7–5, 6–4      |
| 1961 | Чемпионат США           | Трава    | Род Лейвер        | 7–5, 6–3, 6–2           |
| 1963 | Чемпионат Австралии (2) | Трава    | Кен Флетчер       | 6–3, 6–3, 6–1           |
| 1963 | Чемпионат Франции       | Грунт    | Пьер Дармон       | 3–6, 6–1, 6–4, 6–4      |
| 1964 | Чемпионат Австралии (3) | Трава    | Фред Столл        | 6–3, 6–4, 6–2           |
| 1964 | Уимблдонский турнир     | Трава    | Фред Столл        | 6–4, 12–10, 4–6, 6–3    |
| 1964 | Чемпионат США (2)       | Трава    | Фред Столл        | 6–2, 6–2, 6–4           |
| 1965 | Чемпионат Австралии (4) | Трава    | Фред Столл        | 7–9, 2–6, 6–4, 7–5, 6–1 |
| 1965 | Уимблдонский турнир (2) | Трава    | Фред Столл        | 6–2, 6–4, 6–4           |
| 1966 | Чемпионат Австралии (5) | Трава    | Артур Эш          | 6–4, 6–8, 6–2, 6–3      |
| 1967 | Чемпионат Австралии (6) | Трава    | Артур Эш          | 6–4, 6–1, 6–1           |
| 1967 | Чемпионат Франции (2)   | Грунт    | Тони Роч          | 6–1, 6–4, 2–6, 6–2      |

#### Поражения (3)
| Год  | Турнир              | Покрытие | Соперник в финале | Счёт в финале           |
| ---- | ------------------- | -------- | ----------------- | ----------------------- |
| 1962 | Чемпионат Австралии | Трава    | Род Лейвер        | 6–8, 6–0, 4–6, 4–6      |
| 1962 | Чемпионат Франции   | Грунт    | Род Лейвер        | 6–3, 6–2, 3–6, 7–9, 2–6 |
| 1962 | Чемпионат США       | Трава    | Род Лейвер        | 2–6, 4–6, 7–5, 4–6      |

### Мужской парный разряд (28)

#### Победы (16)
| Год  | Турнир                           | Партнёр         | Соперники в финале               | Счёт в финале               |
| ---- | -------------------------------- | --------------- | -------------------------------- | --------------------------- |
| 1959 | Уимблдонский турнир              | Нил Фрейзер     | Род Лейвер Боб Марк              | 8–6, 6–3, 14–16, 9–7        |
| 1959 | Чемпионат США                    | Нил Фрейзер     | Эрл Бухгольц Алекс Ольмедо       | 3–6, 6–3, 5–7, 6–4, 7–5     |
| 1960 | Чемпионат Франции                | Нил Фрейзер     | Хосе Луис Арилья Андрес Химено   | 6–2, 8–10, 7–5, 6–4         |
| 1960 | Чемпионат США (2)                | Нил Фрейзер     | Род Лейвер Боб Марк              | 9–7, 6–2, 6–4               |
| 1961 | Чемпионат Франции (2)            | Род Лейвер      | Боб Марк Боб Хоу                 | 3–6, 6–1, 6–1, 6–4          |
| 1961 | Уимблдонский турнир              | Нил Фрейзер     | Фред Столл Боб Хьюитт            | 6–4, 6–8, 6–4, 6–8, 8–6     |
| 1962 | Чемпионат Австралии              | Нил Фрейзер     | Фред Столл Боб Хьюитт            | 4–6, 4–6, 6–1, 6–4, 11–9    |
| 1962 | Чемпионат Франции (3)            | Нил Фрейзер     | Вильгельм Бунгерт Кристиан Кунке | 6–3, 6–4, 7–5               |
| 1963 | Чемпионат Франции (4)            | Мануэль Сантана | Эйб Сегаль Гордон Форбс          | 6–2, 6–4, 6–4               |
| 1964 | Чемпионат Франции (5)            | Кен Флетчер     | Джон Ньюкомб Тони Роч            | 7–5, 6–3, 3–6, 7–5          |
| 1965 | Чемпионат Франции (6)            | Фред Столл      | Кен Флетчер Боб Хьюитт           | 6–8, 6–3, 8–6, 6–2          |
| 1965 | Чемпионат США (3)                | Фред Столл      | Чарли Пасарелл Фрэнк Фрёлинг     | 6–4, 10–12, 7–5, 6–3        |
| 1966 | Чемпионат Австралии (2)          | Фред Столл      | Джон Ньюкомб Тони Роч            | 7–9, 6–3, 6–8, 14–12, 12–10 |
| 1966 | Чемпионат США (4)                | Фред Столл      | Кларк Гребнер Деннис Ралстон     | 6–4, 6–4, 6–4               |
| 1969 | Открытый чемпионат Австралии (3) | Род Лейвер      | Кен Розуолл Фред Столл           | 6–4, 6–4                    |
| 1971 | Уимблдонский турнир (2)          | Род Лейвер      | Деннис Ралстон Артур Эш          | 4–6, 9–7, 6–8, 6–4, 6–4     |

#### Поражения (12)
| Год  | Турнир                         | Партнёр        | Соперники в финале                 | Счёт в финале             |
| ---- | ------------------------------ | -------------- | ---------------------------------- | ------------------------- |
| 1958 | Чемпионат Австралии            | Боб Марк       | Эшли Купер Нил Фрейзер             | 5–7, 8–6, 6–3, 3–6, 5–7   |
| 1959 | Чемпионат Франции              | Нил Фрейзер    | Никола Пьетранджели Орландо Сирола | 3–6, 2–6, 12–14           |
| 1960 | Чемпионат Австралии (2)        | Нил Фрейзер    | Род Лейвер Боб Марк                | 6–1, 2–6, 4–6, 4–6        |
| 1961 | Чемпионат Австралии (3)        | Марти Маллиген | Род Лейвер Боб Марк                | 3–6, 5–7, 6–3, 11–9, 2–6  |
| 1964 | Чемпионат Австралии (4)        | Кен Флетчер    | Фред Столл Боб Хьюитт              | 4–6, 5–7, 6–3, 6–3, 12–14 |
| 1964 | Уимблдонский турнир            | Кен Флетчер    | Фред Столл Боб Хьюитт              | 5–7, 9–11, 4–6            |
| 1965 | Чемпионат Австралии (5)        | Фред Столл     | Джон Ньюкомб Тони Роч              | 6–3, 6–4, 11–13, 3–6, 4–6 |
| 1967 | Чемпионат Франции (2)          | Кен Флетчер    | Джон Ньюкомб Тони Роч              | 3–6, 7–9, 10–12           |
| 1967 | Уимблдонский турнир            | Кен Флетчер    | Фрю Макмиллан Боб Хьюитт           | 2–6, 3–6, 4–6             |
| 1968 | Чемпионат Франции (3)          | Род Лейвер     | Кен Розуолл Фред Столл             | 3–6, 4–6, 3–6             |
| 1969 | Открытый чемпионат Франции (4) | Род Лейвер     | Джон Ньюкомб Тони Роч              | 6–4, 1–6, 6–3, 4–6, 4–6   |
| 1970 | Открытый чемпионат США         | Род Лейвер     | Пьер Бартес Никола Пилич           | 3–6, 6–7, 6–4, 6–7        |

### Смешанный парный разряд (2)

#### Поражения (2)
| Год  | Турнир              | Партнёр           | Соперники в финале        | Счёт в финале |
| ---- | ------------------- | ----------------- | ------------------------- | ------------- |
| 1956 | Чемпионат Австралии | Мери Бевис-Хоутон | Берил Пенроуз Нил Фрейзер | 2–6, 4–6      |
| 1960 | Чемпионат Франции   | Энн Хейдон-Джонс  | Мария Буэно Боб Хоу       | 6–1, 1–6, 2–6 |

## Статистика выступлений в турнирах Большого шлема в одиночном разряде
| Турнир                         | 1954 | 1955 | 1956 | 1957 | 1958 | 1959 | 1960 | 1961 | 1962 | 1963 | 1964 | 1965 | 1966 | 1967 | 1968 | 1969 | 1970 | 1971 | 1972 |
| ------------------------------ | ---- | ---- | ---- | ---- | ---- | ---- | ---- | ---- | ---- | ---- | ---- | ---- | ---- | ---- | ---- | ---- | ---- | ---- | ---- |
| (Открытый) чемпионат Австралии | 1К   | 2К   | 2К   | НУ   | 1/4  | 1/4  | 1/2  | П    | Ф    | П    | П    | П    | П    | П    | НУ   | 3К   | НУ   | 1/4  | НУ   |
| (Открытый) чемпионат Франции   | 1К   | НУ   | НУ   | 3К   | НУ   | 1/4  | 3К   | 1/4  | Ф    | П    | 1/4  | 1/2  | 1/4  | П    | 1/4  | 4К   | НУ   | НУ   | НУ   |
| Уимблдонский турнир            | 2К   | НУ   | 3К   | 4К   | НУ   | 1/2  | 1/4  | 1/4  | 4К   | 1/4  | П    | П    | 1/4  | 4К   | 4К   | 4К   | 1/4  | 4К   | НУ   |
| (Открытый) чемпионат США       | 3К   | НУ   | 1/4  | 4К   | НУ   | 1/4  | 4К   | П    | Ф    | 4К   | П    | 1/4  | 1/2  | 1/4  | 4К   | 1/4  | 4К   | НУ   | 1К   |

## Участие в финальных матчах Кубка Дэвиса (9)

### Победы (8)
| №  | Год  | Место    | Команда                                            | Соперник в финале                            | Счёт |
| 1. | 1959 | Нью-Йорк | Австралия Р. Лейвер, Н. Фрейзер, Р. Эмерсон        | США Б. Бухгольц, Б. Маккей, А. Ольмедо       | 3-2  |
| 2. | 1960 | Сидней   | Австралия Р. Лейвер, Н. Фрейзер, Р. Эмерсон        | Италия Н. Пьетранджели, О. Сирола            | 4-1  |
| 3. | 1961 | Мельбурн | Австралия Р. Лейвер, Н. Фрейзер, Р. Эмерсон        | Италия Н. Пьетранджели, О. Сирола            | 5-0  |
| 4. | 1962 | Брисбен  | Австралия Р. Лейвер, Н. Фрейзер, Р. Эмерсон        | Мексика Р. Осуна, Т. Палафокс                | 5-0  |
| 5. | 1964 | Кливленд | Австралия Ф. Столл, Р. Эмерсон                     | США Ч. Мак-Кинли, Д. Ралстон                 | 3-2  |
| 6. | 1965 | Сидней   | Австралия Д. Ньюкомб, Т. Роч, Ф. Столл, Р. Эмерсон | Испания Х. Л. Арилья, Х. Хисберт, М. Сантана | 4-1  |
| 7. | 1966 | Мельбурн | Австралия Д. Ньюкомб, Т. Роч, Ф. Столл, Р. Эмерсон | Индия Р. Кришнан, Д. Мукерджи                | 4-1  |
| 8. | 1967 | Брисбен  | Австралия Д. Ньюкомб, Т. Роч, Б. Боури, Р. Эмерсон | Испания М. Орантес, М. Сантана               | 4-1  |

### Поражение (1)
| №  | Год  | Место    | Команда                                      | Соперник в финале            | Счёт |
| 1. | 1963 | Аделаида | Австралия Д. Ньюкомб, Н. Фрейзер, Р. Эмерсон | США Ч. Мак-Кинли, Д. Ралстон | 2-3  |